# 佩德南乳魚
佩德南乳魚，為輻鰭魚綱胡瓜魚目南乳魚科的其中一種。被IUCN列為極危保育類動物，分布澳洲塔斯馬尼亞島，體長可達16公分，棲息在湖邊岩石而且具有水中植物與圓木斷枝。屬肉食性，以甲殼動物與昆蟲幼生，在春天產卵。

## 扩展阅读
維基物種上的相關：佩德南乳魚